# OK Hammaren
OK Hammaren är en svensk orienterings- och skidorienteringsklubb, som har sitt säte i Högbo utanför Sandviken, Gästrikland.
Klubben bildades 1967, och har vunnit flera medaljer på svenska mästerskap.
OK Hammaren stod som arrangör för Orienterings-SM Långdistans 2012.
OK Hammaren stod också som arrangör för Swedish League sprinten 2016 